# Stachycephalum
Stachycephalum är ett släkte av korgblommiga växter. Stachycephalum ingår i familjen korgblommiga växter.
Kladogram enligt Catalogue of Life:
| Stachycephalum | \| \| Stachycephalum argentinum \| \| \| \| \| \| Stachycephalum mexicanum \| \| \| \| |
|                | \| \| Stachycephalum argentinum \| \| \| \| \| \| Stachycephalum mexicanum \| \| \| \| |
|                | Stachycephalum argentinum                                                              |
|                |                                                                                        |
|                | Stachycephalum mexicanum                                                               |
|                |                                                                                        |